# DCE 분산 파일 시스템
DCE 분산 파일 시스템(DCE Distributed File System, DCE/DFS)은 분산 컴퓨팅 환경에서 사용되는 원격 파일 액세스 프로토콜이다. 이는 트랜스아크 코퍼레이션(Transarc Corporation)이 상업적으로 개발한 AFS 버전 3.0 프로토콜을 기반으로 하는 AFS(앤드루 파일 시스템)의 변형이었다. AFS 버전 3.0은 원래 카네기 멜런 대학교에서 개발된 AFS 버전 2.0 프로토콜(코다 연결 해제 파일 시스템에서도 사용됨)을 기반으로 했다.
DCE/DFS는 가능한 경우 성능 최적화를 활용하면서 POSIX 로컬 파일 시스템의 동작을 모방하려고 시도하면서 강력한 파일 시스템 의미론을 갖춘 네트워크 파일 시스템을 제공하는 여러 협력 구성 요소로 구성되었다. DCE/DFS 클라이언트 시스템은 원본 파일의 사본을 포함하는 로컬로 관리되는 캐시를 활용했다. 클라이언트 시스템은 파일의 원본이 저장된 서버 시스템과 협력하여 원본 파일이 변경되었을 때 동일한 파일에 액세스하는 여러 클라이언트가 파일 데이터의 캐시된 복사본을 다시 가져오도록 보장한다.
이 접근 방식의 장점은 대부분의 파일 액세스가 실제로 파일의 로컬 캐시 영역에서 이루어졌기 때문에 속도가 느린 네트워크 연결에서도 매우 우수한 성능을 제공한다는 것이다. 서버에 장애가 발생하면 클라이언트는 계속해서 로컬에서 파일을 변경하고 파일이 다시 사용 가능해지면 서버에 다시 저장할 수 있다.
DCE/DFS는 또한 파일 세트가 저장된 기본 볼륨에서 논리적 관리 단위(파일세트) 개념을 분리했다. 이를 통해 최종 사용자에게 투명한 방식으로 파일 세트 위치에 대한 관리 제어가 가능해졌다. 이 기능과 기타 고급 DCE/DFS 기능을 지원하기 위해 로컬 저널링 파일 시스템(에피소드라고도 알려진 DCE/LFS)이 개발되어 모든 범위의 지원 옵션을 제공한다.
IBM은 2005년 이후 이를 유지관리하지 않았다: https://web.archive.org/web/20071009171709/http://www-306.ibm.com/software/stormgmt/dfs/
IBM은 DCE/DFS를 대체하는 ADFS(Advanced Distributed File System)를 개발 중이었다. 이 프로젝트의 주요 목표 중 하나는 DCE의 셀 디렉토리 서비스(CDS)와 보안 서비스(secd)의 복잡성으로부터 DFS를 분리하는 것이었다. 또 다른 주요 기능은 DCE/RPC와 관련된 enctype의 제한을 제거한 것이다. 2005년 이후 이러한 노력에 대한 공개적인 언급이 없었기 때문에 많은 사람들은 이 프로젝트가 중단되었다고 믿고 있다.
DCE 분산 파일 시스템(DFS)은 1989년 개방 소프트웨어 재단에서 분산 컴퓨팅 환경의 일부로 채택되었다.

## 같이 보기
- 앤드루 파일 시스템
- 분산 컴퓨팅 환경